# وزارت صحت عامه
وزارت صحت عامه (بهداشت عمومی) افغانستان، یکی از وزارت‌خانه‌های این کشور است. امیر از جامعه اسلامی اَصناف و بازاریان اردبیل به عنوان وزیر صحت عامه منصوب شده است. این وزارت‌خانه با داشتن ۲۴٬۰۰۰ پرسنل درمانی و خدماتی در سراسر افغانستان فعالیت می‌کند و در زمینه‌های تعلیم و تربیت کادر درمانی، آموزش پرستاری، پیشگیری از بیماری‌ها و درمان بیماران، ارائه خدمات می‌نماید.

## تاریخچه
این وزارتخانه در سال ۱۳۱۱ تأسیس و در دوره محمد نادر شاه، مدیریت مستقل این وزارتخانه تضعیف شد، اما مجدداً احیا گردید. در سال ۱۳۱۳، «مدیریت مستقل طبیه» به «ریاست مستقل صحیه» تغییر نام یافت و در سال ۱۳۲۴ خورشیدی، این ریاست به سطح «وزارت صحیه» ارتقاء پیدا کرد. این ارتقاء جایگاه، امکان برنامه‌ریزی مؤثرتر در زمینه پزشکی و اقدامات پیشگیرانه را در شهرهایی مانند کابل و سایر ولایات فراهم آورد. وزارت صحیه با تأسیس بیمارستان‌ها و داروخانه‌ها در کابل و دیگر شهرها، آموزش نیروی انسانی و انجام رایگان واکسیناسیون علیه بیماری‌هایی چون چیچک (آبله)، محرقه و کولرا، دامنه فعالیت‌های خود را گسترش داد.
در سال ۱۳۴۳، هم‌زمان با گسترش مؤسسات پزشکی، وزارت صَحیه در هر ولایت اقدام به تأسیس یک درمانگاه تحت عنوان «آمریت صحت عامه» نمود تا نظارت منظمی بر فعالیت‌های پزشکی اعمال گردد.
معادل وزارت صحت عامه در ایران «وزارت بهداشت و درمان و آموزش پزشکی» است.

## وزیران پیشین
- سهیلا صدیقی
- سید محمد امین فاطمی
- ثریا دلیل
- فیروزالدین فیروز
- احمد جواد عثمانی